# 2013-as Formula–1 koreai nagydíj
A koreai nagydíj volt a 2013-as Formula–1 világbajnokság tizennegyedik futama, amelyet 2013. október 4. és október 6. között rendeztek meg a Korean International Circuit-en.

## Szabadedzések

### Első szabadedzés
A koreai nagydíj első szabadedzését október 4-én, pénteken délelőtt tartották.
| helyezés | versenyző           | csapat/motor         | elért idő | különbség | futott kör |
| -------- | ------------------- | -------------------- | --------- | --------- | ---------- |
| 1        | Lewis Hamilton      | Mercedes             | 1:39,630  | -         | 20         |
| 2        | Sebastian Vettel    | Red Bull-Renault     | 1:39,667  | +0,037    | 20         |
| 3        | Mark Webber         | Red Bull-Renault     | 1:39,816  | +0,186    | 19         |
| 4        | Nico Rosberg        | Mercedes             | 1:40,117  | +0,487    | 20         |
| 5        | Jenson Button       | McLaren-Mercedes     | 1:40,215  | +0,585    | 22         |
| 6        | Fernando Alonso     | Ferrari              | 1:40,374  | +0,744    | 18         |
| 7        | Romain Grosjean     | Lotus-Renault        | 1:40,396  | +0,766    | 19         |
| 8        | Kimi Räikkönen      | Lotus-Renault        | 1:40,677  | +1,047    | 15         |
| 9        | Sergio Pérez        | McLaren-Mercedes     | 1:40,860  | +1,230    | 20         |
| 10       | Felipe Massa        | Ferrari              | 1:40,880  | +1,250    | 13         |
| 11       | Nico Hülkenberg     | Sauber-Ferrari       | 1:40,899  | +1,269    | 20         |
| 12       | Adrian Sutil        | Force India-Mercedes | 1:41,432  | +1,802    | 18         |
| 13       | Pastor Maldonado    | Williams-Renault     | 1:41,482  | +1,852    | 22         |
| 14       | Esteban Gutiérrez   | Sauber-Ferrari       | 1:41,626  | +1,996    | 21         |
| 15       | Jean-Éric Vergne    | Toro Rosso-Ferrari   | 1:41,924  | +2,294    | 19         |
| 16       | Valtteri Bottas     | Williams-Renault     | 1:42,002  | +2,372    | 20         |
| 17       | Daniel Ricciardo    | Toro Rosso-Ferrari   | 1:42,043  | +2,413    | 18         |
| 18       | James Calado        | Force India-Mercedes | 1:43,008  | +3,378    | 21         |
| 19       | Charles Pic         | Caterham-Renault     | 1:43,660  | +4,030    | 20         |
| 20       | Giedo van der Garde | Caterham-Renault     | 1:43,883  | +4,253    | 19         |
| 21       | Max Chilton         | Marussia-Cosworth    | 1:44,100  | +4,470    | 14         |
| 22       | Rodolfo González    | Marussia-Cosworth    | 1:46,810  | +7,180    | 10         |

### Második szabadedzés
A koreai nagydíj második szabadedzését október 4-én, pénteken délután tartották.
| helyezés | versenyző           | csapat/motor         | elért idő | különbség | futott kör |
| -------- | ------------------- | -------------------- | --------- | --------- | ---------- |
| 1        | Lewis Hamilton      | Mercedes             | 1:38,673  | -         | 31         |
| 2        | Sebastian Vettel    | Red Bull-Renault     | 1:38,781  | +0,108    | 30         |
| 3        | Nico Rosberg        | Mercedes             | 1:38,797  | +0,124    | 32         |
| 4        | Mark Webber         | Red Bull-Renault     | 1:38,844  | +0,171    | 35         |
| 5        | Felipe Massa        | Ferrari              | 1:39,114  | +0,441    | 30         |
| 6        | Romain Grosjean     | Lotus-Renault        | 1:39,226  | +0,553    | 34         |
| 7        | Fernando Alonso     | Ferrari              | 1:39,444  | +0,771    | 31         |
| 8        | Kimi Räikkönen      | Lotus-Renault        | 1:39,757  | +1,084    | 33         |
| 9        | Jenson Button       | McLaren-Mercedes     | 1:39,774  | +1,101    | 29         |
| 10       | Adrian Sutil        | Force India-Mercedes | 1:40,006  | +1,333    | 34         |
| 11       | Paul di Resta       | Force India-Mercedes | 1:40,007  | +1,334    | 34         |
| 12       | Sergio Pérez        | McLaren-Mercedes     | 1:40,152  | +1,479    | 31         |
| 13       | Esteban Gutiérrez   | Sauber-Ferrari       | 1:40,186  | +1,513    | 33         |
| 14       | Nico Hülkenberg     | Sauber-Ferrari       | 1:40,210  | +1,537    | 34         |
| 15       | Jean-Éric Vergne    | Toro Rosso-Ferrari   | 1:40,446  | +1,773    | 30         |
| 16       | Daniel Ricciardo    | Toro Rosso-Ferrari   | 1:40,552  | +1,879    | 26         |
| 17       | Pastor Maldonado    | Williams-Renault     | 1:41,117  | +2,444    | 35         |
| 18       | Valtteri Bottas     | Williams-Renault     | 1:41,289  | +2,616    | 34         |
| 19       | Giedo van der Garde | Caterham-Renault     | 1:42,461  | +3,788    | 36         |
| 20       | Charles Pic         | Caterham-Renault     | 1:42,798  | +4,125    | 35         |
| 21       | Jules Bianchi       | Marussia-Cosworth    | 1:43,108  | +4,435    | 31         |
| 22       | Max Chilton         | Marussia-Cosworth    | 1:43,441  | +4,768    | 29         |

### Harmadik szabadedzés
A koreai nagydíj harmadik szabadedzését október 5-én, szombaton délelőtt tartották.
| helyezés | versenyző           | csapat/motor         | elért idő | különbség | futott kör |
| -------- | ------------------- | -------------------- | --------- | --------- | ---------- |
| 1        | Sebastian Vettel    | Red Bull-Renault     | 1:37,881  | -         | 17         |
| 2        | Mark Webber         | Red Bull-Renault     | 1:38,018  | +0,137    | 17         |
| 3        | Nico Rosberg        | Mercedes             | 1:38,318  | +0,437    | 16         |
| 4        | Lewis Hamilton      | Mercedes             | 1:38,332  | +0,451    | 15         |
| 5        | Fernando Alonso     | Ferrari              | 1:38,486  | +0,605    | 13         |
| 6        | Romain Grosjean     | Lotus-Renault        | 1:38,701  | +0,820    | 19         |
| 7        | Felipe Massa        | Ferrari              | 1:38,816  | +0,935    | 14         |
| 8        | Kimi Räikkönen      | Lotus-Renault        | 1:38,857  | +0,976    | 17         |
| 9        | Nico Hülkenberg     | Sauber-Ferrari       | 1:38,961  | +1,080    | 16         |
| 10       | Jenson Button       | McLaren-Mercedes     | 1:39,114  | +1,233    | 14         |
| 11       | Esteban Gutiérrez   | Sauber-Ferrari       | 1:39,128  | +1,247    | 15         |
| 12       | Pastor Maldonado    | Williams-Renault     | 1:39,196  | +1,315    | 16         |
| 13       | Adrian Sutil        | Force India-Mercedes | 1:39,204  | +1,323    | 17         |
| 14       | Sergio Pérez        | McLaren-Mercedes     | 1:39,274  | +1,393    | 15         |
| 15       | Daniel Ricciardo    | Toro Rosso-Ferrari   | 1:39,327  | +1,446    | 17         |
| 16       | Paul di Resta       | Force India-Mercedes | 1:39,371  | +1,490    | 19         |
| 17       | Jean-Éric Vergne    | Toro Rosso-Ferrari   | 1:39,665  | +1,784    | 15         |
| 18       | Valtteri Bottas     | Williams-Renault     | 1:40,128  | +2,247    | 17         |
| 19       | Charles Pic         | Caterham-Renault     | 1:41,360  | +3,479    | 19         |
| 20       | Giedo van der Garde | Caterham-Renault     | 1:41,614  | +3,733    | 20         |
| 21       | Jules Bianchi       | Marussia-Cosworth    | 1:41,646  | +3,765    | 14         |
| 22       | Max Chilton         | Marussia-Cosworth    | 1:42,267  | +4,386    | 17         |

## Időmérő edzés
A koreai nagydíj időmérő edzését október 5-én, szombaton futották.
| helyezés              | rajtszám | versenyző           | csapat/motor         | 1. rész  | 2. rész  | 3. rész  | rajthely |
| --------------------- | -------- | ------------------- | -------------------- | -------- | -------- | -------- | -------- |
| 1                     | 1        | Sebastian Vettel    | Red Bull-Renault     | 1:38,683 | 1:37,569 | 1:37,202 | 1        |
| 2                     | 10       | Lewis Hamilton      | Mercedes             | 1:38,574 | 1:37,824 | 1:37,420 | 2        |
| 3                     | 2        | Mark Webber         | Red Bull-Renault     | 1:39,138 | 1:37,840 | 1:37,464 | 13 [1]   |
| 4                     | 8        | Romain Grosjean     | Lotus-Renault        | 1:39,065 | 1:38,076 | 1:37,531 | 3        |
| 5                     | 9        | Nico Rosberg        | Mercedes             | 1:38,418 | 1:38,031 | 1:37,679 | 4        |
| 6                     | 3        | Fernando Alonso     | Ferrari              | 1:38,520 | 1:37,978 | 1:38,038 | 5        |
| 7                     | 4        | Felipe Massa        | Ferrari              | 1:38,884 | 1:38,295 | 1:38,223 | 6        |
| 8                     | 11       | Nico Hülkenberg     | Sauber-Ferrari       | 1:38,427 | 1:37,913 | 1:38,237 | 7        |
| 9                     | 12       | Esteban Gutiérrez   | Sauber-Ferrari       | 1:38,725 | 1:38,327 | 1:38,405 | 8        |
| 10                    | 7        | Kimi Räikkönen      | Lotus-Renault        | 1:38,341 | 1:38,181 | 1:38,822 | 9        |
| 11                    | 6        | Sergio Pérez        | McLaren-Mercedes     | 1:39,049 | 1:38,362 |          | 10       |
| 12                    | 5        | Jenson Button       | McLaren-Mercedes     | 1:38,882 | 1:38,365 |          | 11       |
| 13                    | 19       | Daniel Ricciardo    | Toro Rosso-Ferrari   | 1:38,525 | 1:38,417 |          | 12       |
| 14                    | 15       | Adrian Sutil        | Force India-Mercedes | 1:38,988 | 1:38,431 |          | 14       |
| 15                    | 14       | Paul di Resta       | Force India-Mercedes | 1:39,185 | 1:38,718 |          | 15       |
| 16                    | 18       | Jean-Éric Vergne    | Toro Rosso-Ferrari   | 1:39,075 | 1:38,781 |          | 16       |
| 17                    | 17       | Valtteri Bottas     | Williams-Renault     | 1:39,470 |          |          | 17       |
| 18                    | 16       | Pastor Maldonado    | Williams-Renault     | 1:39,987 |          |          | 18       |
| 19                    | 20       | Charles Pic         | Caterham-Renault     | 1:40,864 |          |          | 19       |
| 20                    | 21       | Giedo van der Garde | Caterham-Renault     | 1:40,871 |          |          | 20       |
| 21                    | 22       | Jules Bianchi       | Marussia-Cosworth    | 1:41,169 |          |          | 22 [2]   |
| 22                    | 23       | Max Chilton         | Marussia-Cosworth    | 1:41,322 |          |          | 21       |
| 107%-os idő: 1:45,224 |          |                     |                      |          |          |          |          |

Megjegyzés
- ↑ 1:  Mark Webber az előző nagydíj során, az autója kigyulladását követően Fernando Alonso Ferrariján utazva ért célba. Mivel ez a szabályok értelmében tilos, ezért Webbert és Alonsót megrovásban részesítették a futam után. Mark Webbernek ez volt a szezon során a harmadik megrovása, ezért a következő nagydíjra automatikusan 10 rajthelyes büntetést kapott.[1]
- ↑ 2:  Jules Bianchi 3 helyes rajtbüntetést kapott az időmérő után, mert a Q1 végén feltartotta Paul di Restát, aki gyors körön volt.[2]

## Futam
A koreai nagydíj futamát október 6-án, vasárnap rendezték.
| helyezés | rajtszám | versenyző           | csapat/motor         | futott kör | idő/kiesés oka   | rajthely | pont |
| -------- | -------- | ------------------- | -------------------- | ---------- | ---------------- | -------- | ---- |
| 1        | 1        | Sebastian Vettel    | Red Bull-Renault     | 55         | 1:43:13,701      | 1        | 25   |
| 2        | 7        | Kimi Räikkönen      | Lotus-Renault        | 55         | +4,224           | 9        | 18   |
| 3        | 8        | Romain Grosjean     | Lotus-Renault        | 55         | +4,927           | 3        | 15   |
| 4        | 11       | Nico Hülkenberg     | Sauber-Ferrari       | 55         | +24,114          | 7        | 12   |
| 5        | 10       | Lewis Hamilton      | Mercedes             | 55         | +25,255          | 2        | 10   |
| 6        | 3        | Fernando Alonso     | Ferrari              | 55         | +26,189          | 5        | 8    |
| 7        | 9        | Nico Rosberg        | Mercedes             | 55         | +26,698          | 4        | 6    |
| 8        | 5        | Jenson Button       | McLaren-Mercedes     | 55         | +32,262          | 11       | 4    |
| 9        | 4        | Felipe Massa        | Ferrari              | 55         | +34,390          | 6        | 2    |
| 10       | 6        | Sergio Pérez        | McLaren-Mercedes     | 55         | +35,155          | 10       | 1    |
| 11       | 12       | Esteban Gutiérrez   | Sauber-Ferrari       | 55         | +35,990          | 8        |      |
| 12       | 17       | Valtteri Bottas     | Williams-Renault     | 55         | +47,049          | 17       |      |
| 13       | 16       | Pastor Maldonado    | Williams-Renault     | 55         | +50,013          | 18       |      |
| 14       | 20       | Charles Pic         | Caterham-Renault     | 55         | +1:03,578        | 19       |      |
| 15       | 21       | Giedo van der Garde | Caterham-Renault     | 55         | +1:04,501        | 20       |      |
| 16       | 22       | Jules Bianchi       | Marussia-Cosworth    | 55         | +1:07,970        | 22       |      |
| 17       | 23       | Max Chilton         | Marussia-Cosworth    | 55         | +1:12,898        | 21       |      |
| 18       | 18       | Jean-Éric Vergne    | Toro Rosso-Ferrari   | 53         | műszaki hiba     | 16       |      |
| 19       | 19       | Daniel Ricciardo    | Toro Rosso-Ferrari   | 52         | műszaki hiba     | 12       |      |
| 20       | 15       | Adrian Sutil        | Force India-Mercedes | 50         | baleseti sérülés | 14       |      |
| ki       | 2        | Mark Webber         | Red Bull-Renault     | 36         | baleset/tűz      | 13       |      |
| ki       | 14       | Paul di Resta       | Force India-Mercedes | 24         | baleset          | 15       |      |

## A világbajnokság állása a verseny után
| H   | Versenyzők       | Pont | H   | Konstruktőrök        | Pont |
| --- | ---------------- | ---- | --- | -------------------- | ---- |
| 1.  | Sebastian Vettel | 272  | 1.  | Red Bull-Renault     | 402  |
| 2.  | Fernando Alonso  | 195  | 2.  | Ferrari              | 284  |
| 3.  | Kimi Räikkönen   | 167  | 3.  | Mercedes             | 283  |
| 4.  | Lewis Hamilton   | 161  | 4.  | Lotus-Renault        | 239  |
| 5.  | Mark Webber      | 130  | 5.  | McLaren-Mercedes     | 81   |
| 6.  | Nico Rosberg     | 122  | 6.  | Force India-Mercedes | 62   |
| 7.  | Felipe Massa     | 89   | 7.  | Sauber-Ferrari       | 31   |
| 8.  | Romain Grosjean  | 72   | 8.  | Toro Rosso-Ferrari   | 31   |
| 9.  | Jenson Button    | 58   | 9.  | Williams-Renault     | 1    |
| 10. | Paul di Resta    | 36   | 10. | Marussia-Cosworth    | 0    |

(A teljes táblázat)

## Statisztikák
- Vezető helyen:
  - Sebastian Vettel : 55 kör (1-55)
- Sebastian Vettel 42. pole-pozíciója, 34. győzelme, 21. leggyorsabb köre.
- A Red Bull 42. győzelme.
- Sebastian Vettel 57., Kimi Räikkönen 77., Romain Grosjean 6. dobogós helyezése.